# الظهرة (بعدان)

تعديل مصدري - تعديل

الظهرة هي إحدى قرى عزلة سير بمديرية بعدان التابعة لمحافظة إب، بلغ تعداد سكانها 303 نسمة حسب تعداد اليمن لعام 2004.